# Театральна академія імені Александра Зельверовича
Театральна академія імені Александра Зельверовича (пол. Akademia Teatralna im. Aleksandra Zelwerowicza) (раніше Державний інститут театрального мистецтва, Державна вища театральна школа) — державний вищий навчальний заклад в царині театрального і кіномистецтва, розташований у Варшаві.

## Історія академії
Державний інститут театрального мистецтва заснував у 1932 році Александр Зельверович. Він же очолив перший факультет нового вищого навчального закладу — акторського мистецтва. Факультет режисерського мистецтва, другий у світі, був заснований Леоном Шиллером у 1933 році. Навчання тривало три роки. Серед викладачів тих років були відомі діячі мистецтва — Генрік Ельзенберг, Станіслав Оссовський, Станислава Висоцка, Стефан Ярач, Едмунд Верцинський, Єжи Стемповський, Тимон Терлецький, Богдан Корженевський та інші. Серед випускників тих років варто виділити Ельжбету Барщевську, Дануту Шафлярську, Ервіна Аксера, Маріана Вижиковського, Яна Кречмара і Яна Свідерського.
Інститут продовжив свою діяльність і під час Другої світової війни, проводячи підпільне навчання. Зокрема в підпільному інституті навчалися Анджей Лапицький і Зоф'я Мрозовська. У 1945 році почав діяти в Лодзі, оскільки Варшава була сильно зруйнована.

### 1940-і—1960-і роки
У 1946 році на базі Державного інституту театрального мистецтва була створена Державна вища театральна школа. Ректором школи і деканом режисерського факультету став Леон Шиллер, деканом акторського факультету Александр Зельверович, а деканом драматургічного факультету Богдан Корженевський. Також школа проводила заняття на трьох курсах — опери, інструкторів театрів самодіяльності і сценаристів. Прикладні предмети викладали, зокрема, Ервін Аксер, Тадеуш Бирський, Владислав Дашевський, Ришард Ординський, Станіслава Пежановська, Генрік Члетинський, Ян Свідерський та інші, теоретичні предмети викладали в основному професори Лодзького університету (Ніна Ассородобрай, Зоф'я Лісса, Станіслав Оссовський, Мечислав Валліс, Стефан Жолкевський). Серед випускників лодзького періоду Лех Ордон, Станіслав Ясюкевич, Густав Люткевич, а з режисерів — Лідія Замкова і Людвік Рене.

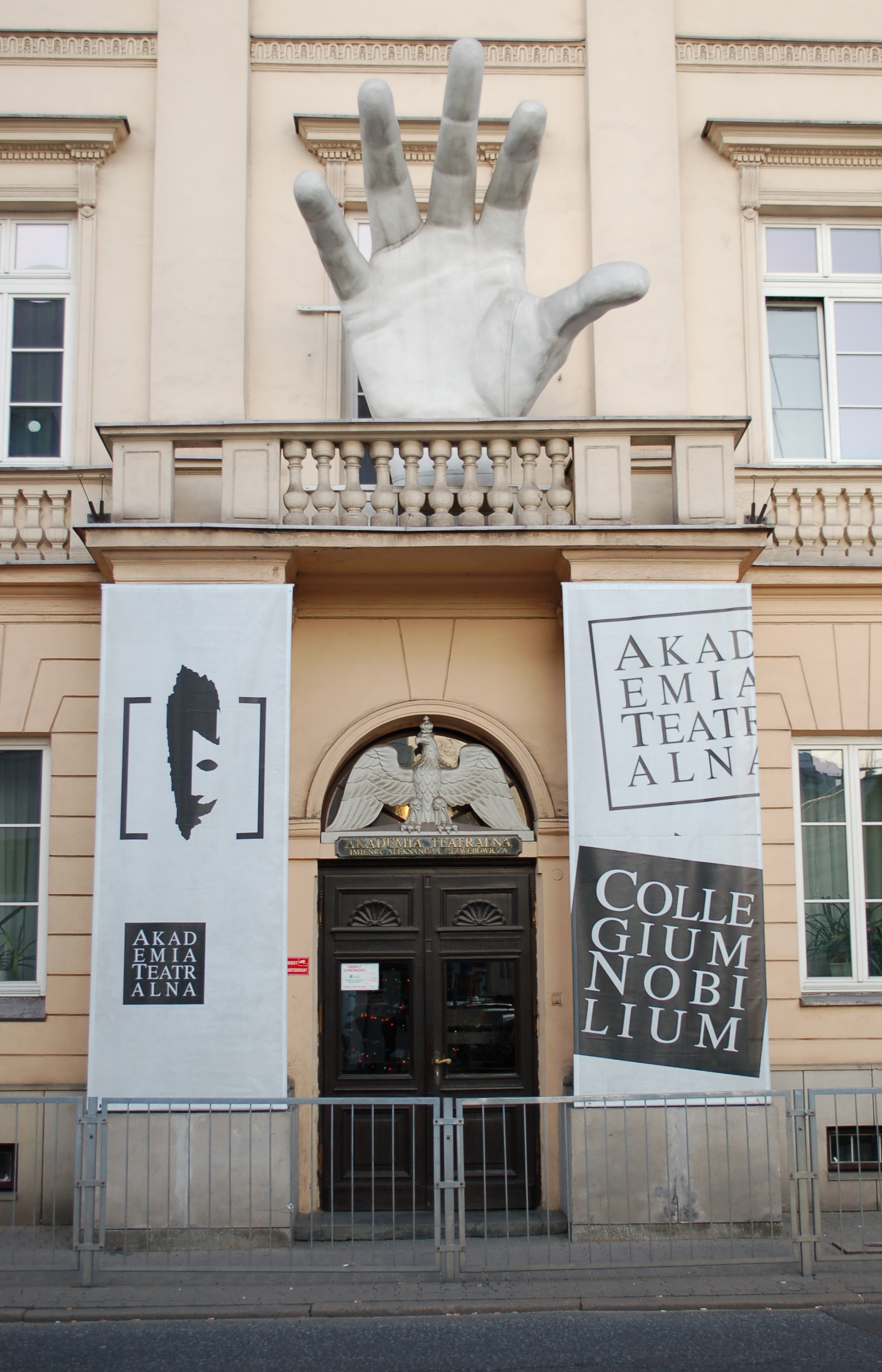
Центральний вхід до Академії

У 1949 році школа повернулася до Варшави, де незабаром була об'єднана, з заснованою тим же Зельверовичем, Державною вищою акторською школою. Після приходу до влади у Польщі комуністів Шиллера було відсторонено від обов'язків ректора школи. Керівництво школою перейшло до Яна Кречмара, який залишався на цій посаді до 1967 року (з невеликою перервою). У 1955 році школа переїхала у будівлю Collegium Nobilium, відновивши в цьому приміщенні традицію театральних вистав, започатковану ще в XVIII столітті. У тому ж році школі було присвоєно ім'я Александра Зельверовича. У ці роки у школі викладали, серед інших, Ервін Аксер, Яніна Романувна, Богдан Корженевський, Яніна Мечинська, Зоф'я Малінич, Маріан Вижиковський.
Протягом декількох років у школі існував естрадний факультет. Було також створено хореографічний факультет. У 1962 році школа отримала академічні права, що дозволило присвоювати випускникам ступінь магістра мистецтв, а викладачам отримувати звання доцентів і професорів. Почалися заняття з пантоміми (Славомир Лінднер), замість хорового співу до програми було введено сольне, додано вивчення степу, дзюдо, акробатичної гімнастики і сучасних танців. Серед викладачів представники нового покоління — Зоф'я Мрозовська, Александра Сленська, Ігнаци Гоголевський, Збігнев Запасевич. Серед випускників — Марта Ліпиньска, Станіслава Целінський, Ян Енглерт, Магдалена Завадська, Піотр Фрончевський, Анджей Северин.

### 1970-і—1990-і роки
У 1970 році ректором школи став Тадеуш Ломницький, що почав оновлення програми. До числа викладачів увійшли Густав Холоубек, Анджей Щепковський, Ян Енглерт, Зиґмунт Гюбнер, Александра Шльонська. Для постановки дипломних вистав запрошувалися видатні режисери — Єжи Яроцький, Адам Ханушкевич та ін.. У 1975 році, за ініціативою Єжи Кьоніга, відкрився факультет театрознавства, на якому в 1987 році відкрилося заочне відділення.
У 1975 році, за ініціативою Кжиштофа Рау, була створена філія школи в Білостоку, яка готувала акторів театрів ляльок. Його першим деканом призначили відомого польського актора Яна Вільковського. У 1980 році було додано відділення режисури лялькового театру. На чолі відділення став Генрік Юрковський. В 1990 році обидва відділення були об'єднані в єдиний факультет лялькового мистецтва. Тоді ж у Білостоку почав діяти Навчальний театр імені Яна Вільковського.
Під час діяльності Солідарності, у 1981 році, в академії відбулися перші демократичні вибори ректора. Ним став Анджей Лапицький. Після введення воєнного стану впродовж двох років було заборонено прийом студентів на факультет театрознавства. У 1995 році був створений відділ післядипломної освіти і почали проводитися наукові конференції і засідання вченої ради. На підставі рішення Сейму Польщі, у 1996 році школа отримала права академії і стала називатися «Театральна академія імені Олександра Зельверовича». 30 вересня 1999 року у будівлі Collegium Nobilium відкрився Театр Академії.

## Факультети
- Акторський факультет
- Режисерський факультет
- Факультет театрознавства
- Факультет лялькового мистецтва в Білостоці

## Ректори
- Леон Шиллер
- Александр Зельверович
- Ян Кречмар
- Владислав Красновецький
- Тадеуш Ломницький
- Анджей Лапицький
- Ян Енглерт
- Лех Сливонік
- Анджей Стшелецький
- Войцех Малайкат (з 1 вересня 2016)